# Cystobasidiales
Cystobasidiales R. Bauer, Begerow, J.P. Samp., M. Weiss & Oberw. – rząd grzybów należący do klasy Tremellomycetes.

## Charakterystyka
Grzyby mikroskopijne będące pasożytami roślin. Występują w postaci drożdży (tzw. drożdże podstawkowe). Nie tworzą teliospor, na podstawkach tworzą balistospory (zarodniki, które są mechanicznie wyrzucane). Ich charakterystyczną cechą jest tworzenie tremelloidalnych ssawek i przegród z miniporami.

## Systematyka
Pozycja w klasyfikacji według Index Fungorum: Cystobasidiales, Incertae sedis, Cystobasidiomycetes, Pucciniomycotina, Basidiomycota, Fungi.
Takson utworzyli w 2006 r. Robert Bauer, Dominik Begerow, José Paulo Sampaio, Michael Weiss i Franz Oberwinkler. Według CABI databases bazującego na Dictionary of the Fungi należą do niego rodziny:
- Cystobasidiaceae Gäum. 1926
- Incertae sedis
  - Begerowomyces Q.M. Wang & F.Y. Bai 2020
  - Robertozyma Q.M. Wang & F.Y. Bai 2020